# Ботяновська Інна Петрівна
Інна Ботяновська (біл. Іна Бацяноўская; нар. 11 лютого 1984, Докшиці, Вітебська область, БРСР) — білоруська футболістка, воротар «Сморгоні». Виступала за національну збірну Білорусі. Майстер спорту Республіки Білорусь з футболу.

## Клубна кар'єра
Виступала за вітебський «Університет». У 2012 році визнавалася найкращим воротарем у жіночому футболі Білорусі. У 2013 році на першому розіграші Кубку Білорусі з пляжного футболу серед жінок визнана найкращим воротарем.
Станом на 2021 рік працювала тренером-викладачем ДЮСШОР з футболу та бейсболу державного закладу фізичної культури і спорту «Футбольний клуб «Мінськ».
У листопаді 2023 року отримала тренерську ліцензію категорії А.